# L'Arboçar (Querol)
L · Arboçar és una antiga urbanització del municipi de Querol a la comarca de l'Alt Camp, Tarragona.
l'Arboçar està situat al sud i dins del terme municipal de Querol, a tocar del coll de l'Arboçar, al sud-oest del coll de la Torre (la Torreta). Ocupa una franja al marge esquerre del torrent de la Torreta i al nord del Puig de l'Arboçar (614 m) al límit amb el terme municipal d'Aiguamúrcia.
A una altitud mitjana de 590 m, ocupa una franja (antic sector residencial) al marge esquerre del torrent de la Torreta. Per la seva situació geogràfica, al sud del del Montagut (964 m). l'Arboçar resta al vessant oposat a la vall del Gaià, força distant del nucli de població principal.
El topònim pertany a la masia de l'Arboçar, antic mas abandonat, format per diferents volums amb murs de pedra i coberta a dues aigües (construcció anterior a 1900). Se situa al sud del terme municipal, i dona nom a l’àmbit de l’antiga urbanització l’Arboçar.
Com a punt d'interès, l'ermita romànica de Santa Agnès (s.XII), és molt pròxima, però ja dins el terme municipal d'Aiguamúrcia. És en bon estat de conservació però l'accés al seu interior està rerstringit.
El sector urbanitzat es va iniciar cap al 1970. L'intent urbanitzador no va reeixir totalment i el sector resta compost per diverses cases aïllades, de nova construcció, comunicades per diversos carrers, la majoria sense asfaltar.
El Pla Territorial del Camp de Tarragona, a l'Alt Camp, determina que el sector residencial de l’Arboçar (Querol) resta, en part, inclòs en el Pla d’espais d’interès natural, per això es va resoldre aplicar mesures de reducció o extinció de la zona urbanitzada. El pla recomana l'extinció del sector per poder-hi mantenir la màxima connectivitat ecològica.